# Saulius Kulvietis
Saulius Kulvietis (Kaunas, 14 febbraio 1991) è un cestista lituano.

## Palmarès
- Leaders Cup: 1

Digione: 2020